# Cerace stipatana
Cerace stipatana là một loài bướm đêm thuộc họ Tortricidae và loài điển hình của chi Cerace. Nó được tìm thấy ở châu Á. Xem phần phân loài để biết thêm chi tiết.
Sải cánh dài 38–60 mm, but varies greatly per subspecies. Nó là một day-flying species.

## Phụ loài
- Cerace stipatana birmensis (Burma)
- Cerace stipatana clara (India)
- Cerace stipatana formosana (Formosa, Koshum)
- Cerace stipatana stipatana (India, Sylhet; Assam, Khasia Hills; China - Chung King)
- Cerace stipatana exul (China, đảo Chusan)
- Cerace stipatana sinensis (China, Ichang, Chang Yang)

## Hình ảnh

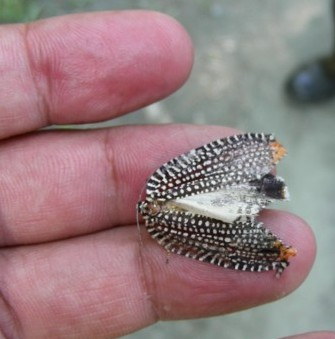
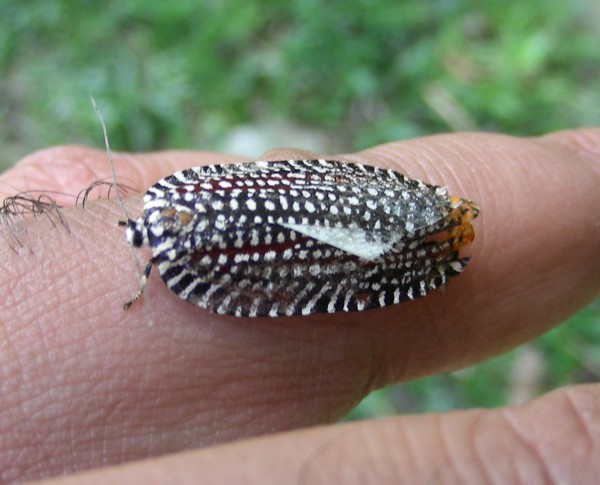